# Área metropolitana de Quad Cities
El área metropolitana de Quad Cities, denominada como Área Estadística Metropolitana Davenport-Moline-Rock Island MSA por la Oficina del Censo de los Estados Unidos, es un Área Estadística Metropolitana centrada en las Quad Cities y sus suburbios, entre los estados de Illinois e Iowa, en Estados Unidos. Su población según el censo de 2010 es de 379.690 de habitantes.

## Composición

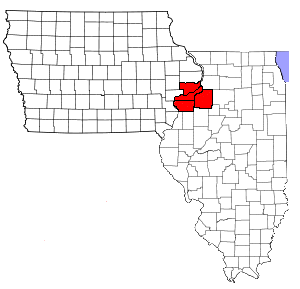
Mapa de los estados de Iowa (arriba a la izquierda) e Illinois (abajo a la derecha) con el área metropolitana de Quad Cities resaltada en rojo.

El área metropolitana está compuesta por 3 condados del estado de Illinois:
- Henry– 50.486 habitantes
- Mercer– 16.434 habitantes
- Rock Island– 147.546 habitantes;

y un condado del estado de Iowa:
- Scott– 165.224 habitantes

## Poblaciones del área metropolitana

### Ciudades principales
Las Quad Cities, las ciudades que dan el nombre al área:
- Davenport y Bettendorf en Iowa
- Rock Island, Moline y East Moline en Illinois

### Otras ciudades y pueblos del área
- Aledo (Illinois)
- Blue Grass (Iowa)
- Buffalo (Iowa)
- Coal Valley (Illinois)
- Eldridge (Iowa)
- Geneseo (Illinois)
- Hampton (Illinois)
- Kewanee (Illinois)
- Le Claire (Iowa)
- Milan (Illinois)
- Orion (Illinois)
- Park View (Iowa)
- Port Byron (Illinois)
- Silvis (Illinois)
- Walcott (Iowa)